# Gubacsatkaszerűek

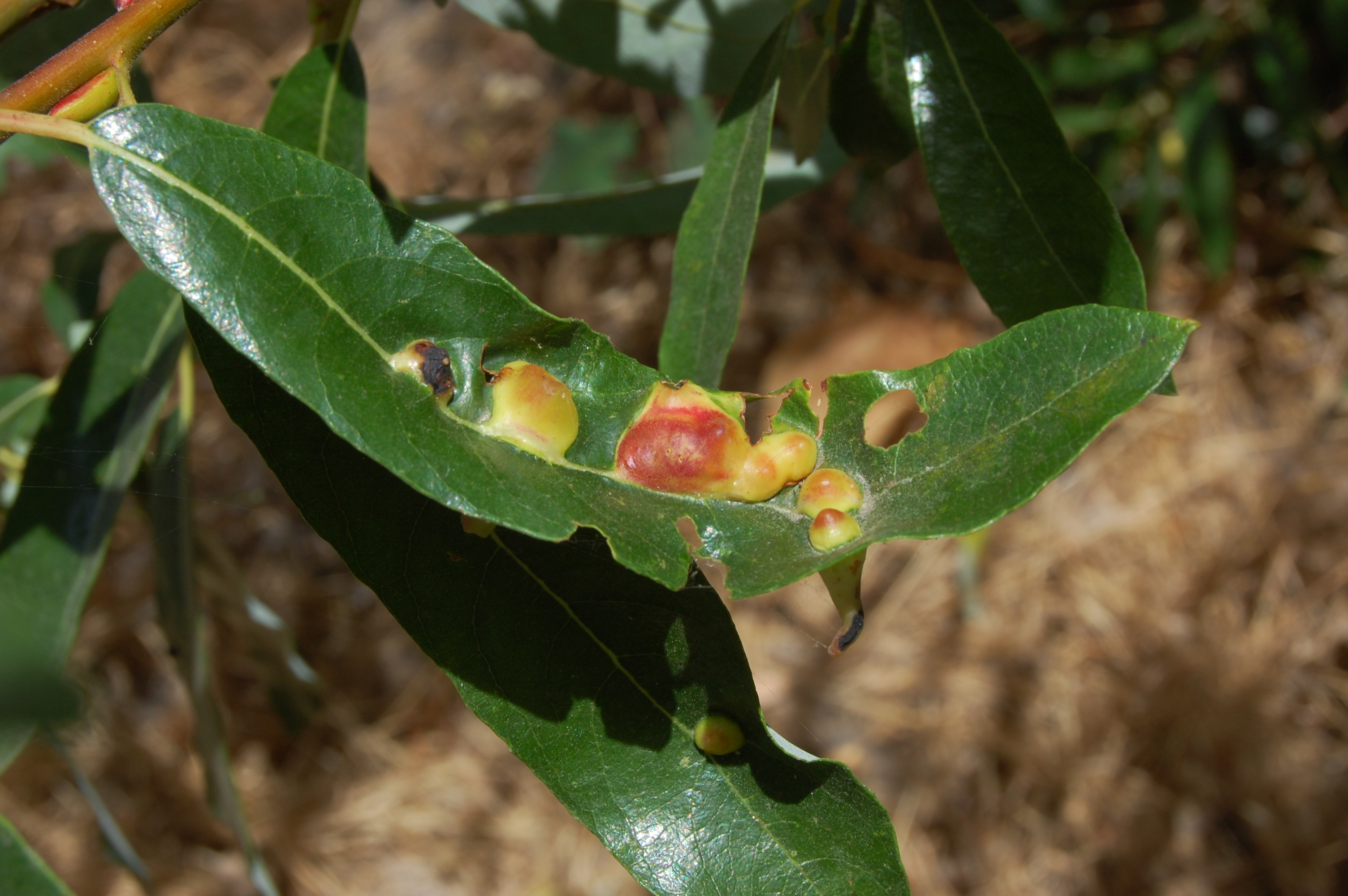
Atkák kártétele egy levélen

A gubacsatkaszerűek (Eriophyoidea) a pókszabásúak (Arachnida) osztályában a bársonyatka-alakúak (Trombidiformes) rendjének egyik öregcsaládja több mint 200 nemmel. Ismert fajaik száma 1998-ban érte el a 3300-at – feltételezések szerint ez a teljes szám mintegy 1–2%-a lehet.

## Kialakulásuk, elterjedésük
Az Ausztráliából 37 millió éves, a mai élő fajokkal gyakorlatilag azonosnak tekinthető levélatka (Phyllocoptinae) maradványok kerültek elő. Részben ennek alapján feltételezik, hogy az öregcsalád első képviselői legalább 50 millió évvel ezelőtt már megjelentek.
Az egész Földön megtalálhatók, a trópusoktól az északi sarkkörig.

## Megjelenésük, felépítésük
A többi atkától:
- még parányibb (1 mm-nél kisebb) méretük,
- féreg- vagy orsószerű alakjuk,
- mindössze két pár lábuk és
- erősen visszafejlődött kemotaxisuk alapján különböztethetők meg.

Felépítésük bizonyos evolúciós visszafejlődésére utalnak:
- a spermatofórák,
- a testüreg nagy és mozgékony sejtjei,
- a sima izomszövet,
- a perisztaltikus mozgás,
- a kiválasztó, a keringető és a légzőszervek hiánya.

## Életmódjuk
Valamennyi faj növényevő (fitofág) – pontosabban: nem eszik a növényeket, hanem szúró-szívó szájszervükkel azok nedvét szívogatják.
Legtöbbjük egy-egy gazdanövényre (leginkább kétszikűekre) specializálódott; a polifág faj viszonylag kevés.
A csoportba gubacs-, rügy- és levélatkák, valamint úgynevezett „himlőképzők” tartoznak. Tápnövényeiket csak ritkán pusztítják el, de igen jelentősen károsíthatják. A tartós együttélés hatására egyes gubacsatkák szúrása egyáltalán nem pusztítja a növény szöveteit – sőt, a visszafecskendezett nyál növeli az adott növényrész nedvbőségét és élettartamát (ez azonban ritka). Nyáluk többnyire roncsolja a növény szöveteit, lebontja a levelekben a klorofillt.